# Ian D. Gauld
Ian D. Gauld, född 25 maj 1947, död 12 januari 2009, var en entomolog specialiserad på steklar, framförallt brokparasitsteklar.
Auktorsnamnet Gauld kan användas för Ian D. Gauld i samband med ett vetenskapligt namn inom zoologin; se Wikipedia-artiklar som länkar till auktorsnamnet.